# Łaciński patriarcha Jerozolimy
Łaciński Patriarcha Jerozolimy – duchowny katolicki będący głową utworzonego w 1099, po zdobyciu Jerozolimy przez krzyżowców, Patriarchatu Jerozolimskiego. Jerozolima została stolicą patriarchalną w 451. Po schizmie wschodniej działał jedynie prawosławny patriarchat Jerozolimy. Po zdobyciu Jerozolimy przez Saladyna siedzibę patriarchy przeniesiono do Akki, a po jej upadku w 1291 na Cypr.
W 1342 patriarchat został zniesiony przez Klemensa VI, jednak zachowano tytuł Wielkiego Mistrza Grobu Świętego, nadawany przez papieża jednemu z rzymskich biskupów.
W 1847 przywrócono łaciński patriarchat w Jerozolimie.

## Biskupi Jerozolimy

### Biskupi Jerozolimy tradycjijudeo-chrześcijańskiej
Euzebiusz z Cezarei podaje, że do czasu oblężenia Żydów w Jerozolimie za panowania cesarza Hadriana nastąpiło po sobie kolejno 15 biskupów o rodowodzie hebrajskim. Wszyscy pochodzili z obrzezanych. Powstaje pytanie, dlaczego w tak krótkim czasie nastąpiło po sobie tylu biskupów. Niektórzy historycy proponują by listę stworzoną przez Euzebiusza traktować jako wykaz prezbiterów (starszych) jerozolimskich, spośród których wybierano biskupa.
| Zwierzchnik             | Pontyfikat                       |
| 1. Jakub brat Pański    | 30/33 – 62                       |
| 2. Symeon I (Szymon)    | 70–99 (wg innych źródeł 106–107) |
| 3. Justus               | 99–111                           |
| 4. Zacheusz             | 111–?                            |
| 5. Tobiasz              | ?                                |
| 6. Beniamin I           | ?–117                            |
| 7. Jan I (Joachim?)     | 117–?                            |
| 8. Mateusz I            | ?                                |
| 9. Filip (Beniamin II?) | ?                                |
| 10. Seneka              | ?                                |
| 11. Justus II           | ?                                |
| 12. Lewi                | ?                                |
| 13. Efrem I             | ?                                |
| 14. Józef I             | ?                                |
| 15. Juda (Judasz)       | ?–134                            |

### Biskupi Jerozolimy narodowościrzymskiej
- Marek z Jerozolimy (134-?)
- Kasjan z Jerozolimy (?)
- Polibiusz z Jerozolimy (?)
- Maksym I z Jerozolimy (?)
- Julian I z Jerozolimy (?)
- Gajusz I z Jerozolimy (?)
- Symmach z Jerozolimy (?)
- Gajusz II z Jerozolimy (?-162)
- Julian II z Jerozolimy (162-?)
- Kapiton z Jerozolimy (?)
- Maksym II z Jerozolimy (?)
- Antonin z Jerozolimy (?)
- Walens z Jerozolimy (?)

### Biskupi Jerozolimy narodowościgreckiej
- Dolichian z Jerozolimy (?-185)
- Narcyz z Jerozolimy (185-?)
- Dios z Jerozolimy (?)
- Germanion z Jerozolimy (?)
- Gordius z Jerozolimy (?-211)
- Narcyz z Jerozolimy (ponownie) (?-231)
- Aleksander z Jerozolimy (231-249)
- Mazabanes z Jerozolimy (249-260)
- Hymenajos z Jerozolimy (260-276)
- Zabdas z Jerozolimy (276-283)
- Hermon z Jerozolimy(283-314)
- Makary I z Jerozolimy (314-333)
- Maksym III z Jerozolimy (333-348)
- Cyryl Jerozolimski (348-386)
- Jan II z Jerozolimy (386-417)
- Prauliusz z Jerozolimy (417-422)
- Juwenalis z Jerozolimy (422-451)

W 451 r. – wyniesienie do rangi patriarchy przez Sobór Chalcedoński

## Patriarchowie Jerozolimy do schizmy wschodniej
- Juwenalis z Jerozolimy (Juwanalios) (451-458)
- Anastazy I (patriarcha Jerozolimy) (Anastazjusz) (458-478)
- Martyriusz (patriarcha Jerozolimy) (478-486)
- Sallustiusz (patriarcha Jerozolimy) (486-494)
- Eliasz I (patriarcha Jerozolimy) (494-516)
- Jan III (patriarcha Jerozolimy) (516-524)
- Piotr I (patriarcha Jerozolimy) (524-552)
- Makary II (patriarcha Jerozolimy) (552), (564-575)
- Eustachy (patriarcha Jerozolimy) (Eustachiusz) (552-564)
- Jan IV (patriarcha Jerozolimy) (575-594)
- Amos (patriarcha Jerozolimy) (594-601)
- Izaak (patriarcha Jerozolimy) (Isaakiusz) (601-609)
- Zachariasz (patriarcha Jerozolimy) (609-632)
- Modest (patriarcha Jerozolimy) (Modestus) (632-634)
- Sofroniusz I (patriarcha Jerozolimy) (634-638)
- Pyrrus (patriarcha Jerozolimy) (?)
- Anastazy II (patriarcha Jerozolimy) (Anastazjusz) (?-706)
- Jan V (patriarcha Jerozolimy) (706-735)
- Teodor I (patriarcha Jerozolimy) (735-770)
- Eliasz II (patriarcha Jerozolimy) (770-797)
- Jerzy (patriarcha Jerozolimy) (797-807)
- Tomasz I (patriarcha Jerozolimy) (807-820)
- Bazyli (patriarcha Jerozolimy) (820-838)
- Jan VI (patriarcha Jerozolimy) (838-842)
- Sergiusz I (patriarcha Jerozolimy) (842-844)
- Salomon (patriarcha Jerozolimy) (Solomon) (844-860)
- Teodozjusz (patriarcha Jerozolimy) (862-878)
- Eliasz III (patriarcha Jerozolimy) (878-907)
- Sergiusz II (patriarcha Jerozolimy) (908-911)
- Leoncjusz (patriarcha Jerozolimy) (912-929)
- Atanazy I (patriarcha Jerozolimy) (Atanazjusz) (929-937)
- Christodolus I (patriarcha Jerozolimy) (?-937)
- Agathon (patriarcha Jerozolimy) (950-964)
- Jan VII (patriarcha Jerozolimy) (964-966)
- Chrystodulos II (patriarcha Jerozolimy) (966-969)
- Tomasz II (patriarcha Jerozolimy) (969-977)
- Józef II (patriarcha Jerozolimy) (980-983)
- Orestes (patriarcha Jerozolimy) (984-1005)
- Teofil I (patriarcha Jerozolimy) (Teofilus) (1012-1020)
- Nicefor I (patriarcha Jerozolimy) (Niceforus) (?)
- Joannicjusz (patriarcha Jerozolimy) (1020-1084)

## Łacińscy Patriarchowie Jerozolimy
- Arnulf z Chocques (1099)
- Daimbert z Pizy (1099-1101)
- Maurycy (administrator 1101)
- Ehremar (1102)
- Daimbert z Pizy (ponownie) (1102-1107)
- Ghibbelin z Arles (1107-1112)
- Arnulf z Chocques (ponownie) (1112-1118)
- Gormond z Picquigny (1119-1128)
- Stefan (1128-1130)
- Wilhelm I (1130-1145)
- Fulk (1146-1157)
- Amalryk (1157-1180)
- Herakliusz (1180-1191)

W 1187 przeniesienie patriarchatu do Akki.
- Radulf (1191-1194)
- Aymar (1194-1202)
- Soffredo (elekt, nie objął urzędu) (1203-1204)
- Albert Avogadro (1205-1214)
- Raul z Merencourt (1214-1225)
- Gerard z Lozanii (1225-1239)
- Jacques de Vitry (elekt, nie objął urzędu) (1239-1240)
- Robert z Nantes (1240-1258)
- Jacques Pantaléon (1255-1261)
- Wilhelm II (1261-1270)
- Thomas Agni z Cosenzy (1271-1277)
- Jan z Wersalu (1278-1279)
- Elijah (1279-1287)
- Mikołaj z Hanapes (1288-1291)

Upadek Akki w 1291, przeniesienie patriarchatu na Cypr.
- Landulfus (1295-1306)
- Antoni Bek (1306-1311)
- Piotr (1314-1322)
- Piotr z Nikozji (1322-1324)
- Rajmund Beguin (1324-1329)
- Piotr Paludanus (1329-1342)

### Wielcy Mistrzowie Grobu Świętego
Zniesienie patriarchatu w 1342 Odtąd tytularni Wielcy Mistrzowie Grobu Świętego, od 1374 z siedzibą w Rzymie.
- Elie de Nabinal (1342)
- Pietro de Casa (1342-1349)
- Guglielmo Amici (1349-1361)
- Filip de Cabassole (1361-1369)
- Guglielmo Militis (1369-1371)
- Guillaume de la Garde (1371-1375)
- Philippe d’Alençon (1375-1379)
- Lupus Fernandi da Luna (obediencja awiniońska 1380-1382)
- Bertrand de Chanac (obediencja awiniońska 1382-1385)
- Aymo Sechal (obediencja awiniońska 1385-1408)
- Francisco Eximini (obediencja awiniońska 1408)
- Stefano (1379-1384)
- Fernando (1384-1396)
- Ugo Roberti (1396-1409)
- Francesco Clemente Capera (1419-1430)
- Blasius Molino (1434-1448?)
- Bessarion (1449-1458)
- Lorenzo Zani (1458-1460)
- Ludovicus de Haricuria (1460-1480?)
- Bartolomeo della Rovere (1480-1494)
- Giovanni Antonio Sangiorgio (1500-1503)
- Bernardino Lopez de Carvajal (1503-1523)
- Rodrigo Carvajal (1523-1539)
- Alessandro Farnese (1539-1550)
- Christophoro del Monte (1550-1556)
- Antonio Elio (1558-1572)
- Gian Antonio Facchinetti de Nuce (1576-1583)
- Scipione Gonzaga (1585–1587)
- Fabio Blondi de Montalto (1588-1618)
- Francesco Cennini de’ Salamandri (1618-1621)
- Diofebo Farnese (1621-1622)
- Alfonso Manzavedo de Quiñones (1622-1627)
- Domenico Marini (1627-1635)
- Giovanni Colonna (1636-1637)
- Tegrimo Tegrimi (1638-1641)
- Egidio Orsini de Vivere (1641-1647)
- wakat
- Camillo Massimi (1653-1670)
- Egidio Colonna (1671-1689)
- Bandino Panciatici (1689-1690)
- Pietro Bargellini (1690-1698)
- Francesco Martelli (1698-1706)
- Muzio di Gaeta (1708-1728)
- Vincenzo Ludovico Gotti (1728)
- Pompeo Aldrovandi (1729-1734)
- Tomasz Cervini (1734-1751)
- Tomasz de Moncada (1751-1762)
- Georgius Maria Lascaris (1762-1795)
- wakat
- Michele di Pietro (1800-1821)
- Francesco Maria Fenzi (1816-1829)
- Augustus Foscolo (1830-1847)

## Odnowiony Patriarchat Jerozolimy
- Giuseppe Valerga (1847−1872)
- Vincenzo Bracco (1872−1889)
- Luigi Piavi (1889−1905)
- wakat
- Filippo Camassei (1907−1919), kardynał
- Luigi Barlassina (1920−1947)
- wakat
- Alberto Gori (1949−1970)
- Giacomo Giuseppe Beltritti (1970−1987)
- Michel Sabbah (1987−2008)
- Fouad Twal (2008−2016)
- Pierbattista Pizzaballa (od 2020), kardynał
  - administrator apostolski sede vacante (2016–2020)